# سميث فولس (أونتاريو)
سميث فولس، أونتاريو (بالإنجليزية: Smiths Falls)‏ هي مدينة كندية تقع في مقاطعة أونتاريو. تبلغ مساحة هذه المدينة 8.1972 (كم²)، ويبلغ عدد سكانها 8777 نسمة حسب إحصاء سنة 2006 م، بينما كان يسكنها 9140 نسمة في سنة 2001 م. تحتل هذه المدينة المرتبة رقم 432 بين مدن كندا حسب عدد السكان والمرتبة رقم 160 في المقاطعة. نما عدد السكان في هذه المدينة بنسبة (-4) بين العامين المذكورين.

## أعلام
- كونواي فاريل
- ويليام بنسون كرايغ
- بروك هندرسون
- جاك غارلاند
- فرنسيس ثيودور فروست

## وصلات خارجية
- الأطلس الحكومي لكندا
- إحصاءات كندا مع ساعة تعداد السكان